# Tallinni tévétorony
A Tallinni tévétorony (észt észtül: Tallinna teletorn) szabadon álló rádió- és televíziótorony Észtország fővárosában, Tallinnban, annak Pirita nevű kerületében. Építése 1975-ben kezdődött. 1980-ban, a moszkvai olimpiai játékokra adták át. 314 m-es magasságával Észtország legmagasabb építménye. A torony 170 m-es szintjén kilátó működik. Ezt 2007 novemberében bezárták felújítás miatt és csak 2012 áprilisában nyitották meg újra.

## További  információk
- A Tallinni tévétorony weboldala